# Passos (Minas Gerais)
Passos is een gemeente in de Braziliaanse deelstaat Minas Gerais. De gemeente telt 122.770 inwoners (schatting 2009).

## Aangrenzende gemeenten
De gemeente grenst aan Alpinópolis, Bom Jesus da Penha, Cássia, Delfinópolis, Fortaleza de Minas, Itaú de Minas, Jacuí en São João Batista do Glória.